# تروز
التَرْوَز هو لباس رجاليّ للساقين وأسفل البطن، وهو شكل تقليدي من البناطيل الطرطانيّة وهو جزء من زي المرتفعات ‏ الإسكتلندي.